# Passhandläggare
Passhandläggare är yrkesbenämningen på den personal inom Polismyndigheten som handlägger ansökningar om pass. Passhandläggare är civilanställda och är således inte utbildade poliser. [källa behövs]
Vid handläggning av passärenden gäller passlagen (1978:302), passförordningen (1979:664) samt Rikspolisstyrelsens föreskrifter och allmänna råd, FAP 530-1.